# Skomorochy Stare
Skomorochy Stare (ukr. Старі Скоморохи) – wieś na Ukrainie, w  obwodzie iwanofrankiwskim, w rejonie halickim, siedziba gminy Skomorochy Stare. 
W II Rzeczypospolitej wieś w powiecie rohatyńskim województwa stanisławowskiego. W latach 1943–1944 nacjonaliści ukraińscy z OUN-UPA zamordowali tutaj 31 Polaków, w tym ks. Tadeusza Strońskiego, miejscowego proboszcza.
We wsi znajduje się kościół rzymskokatolicki pw. św. Michała Archanioła, wzniesiony w latach 1930-1931, zamknięty i zamieniony w magazyn w 1945, obecnie w stanie ruiny. 